# 돌렌스카

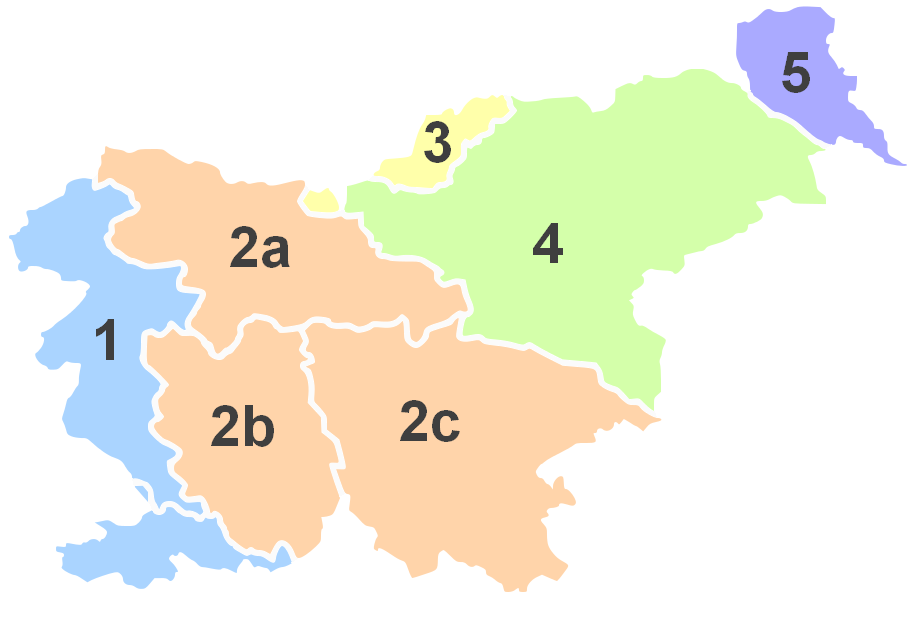
2c번으로 표시된 돌렌스카 지방 (빨간색)

돌렌스카(슬로베니아어: Dolenjska)는 슬로베니아의 전통적인 지방 가운데 하나이다. 공식적인 행정 구역 단위는 아니며 가장 큰 도시는 노보메스토이다. 역사적으로 합스부르크 왕가의 지배를 받았던 곳이다. 벨라크라이나가 이 지방에 속한다.

## 같이 보기
- 동남슬로베니아 통계 지방